# Volto Santo

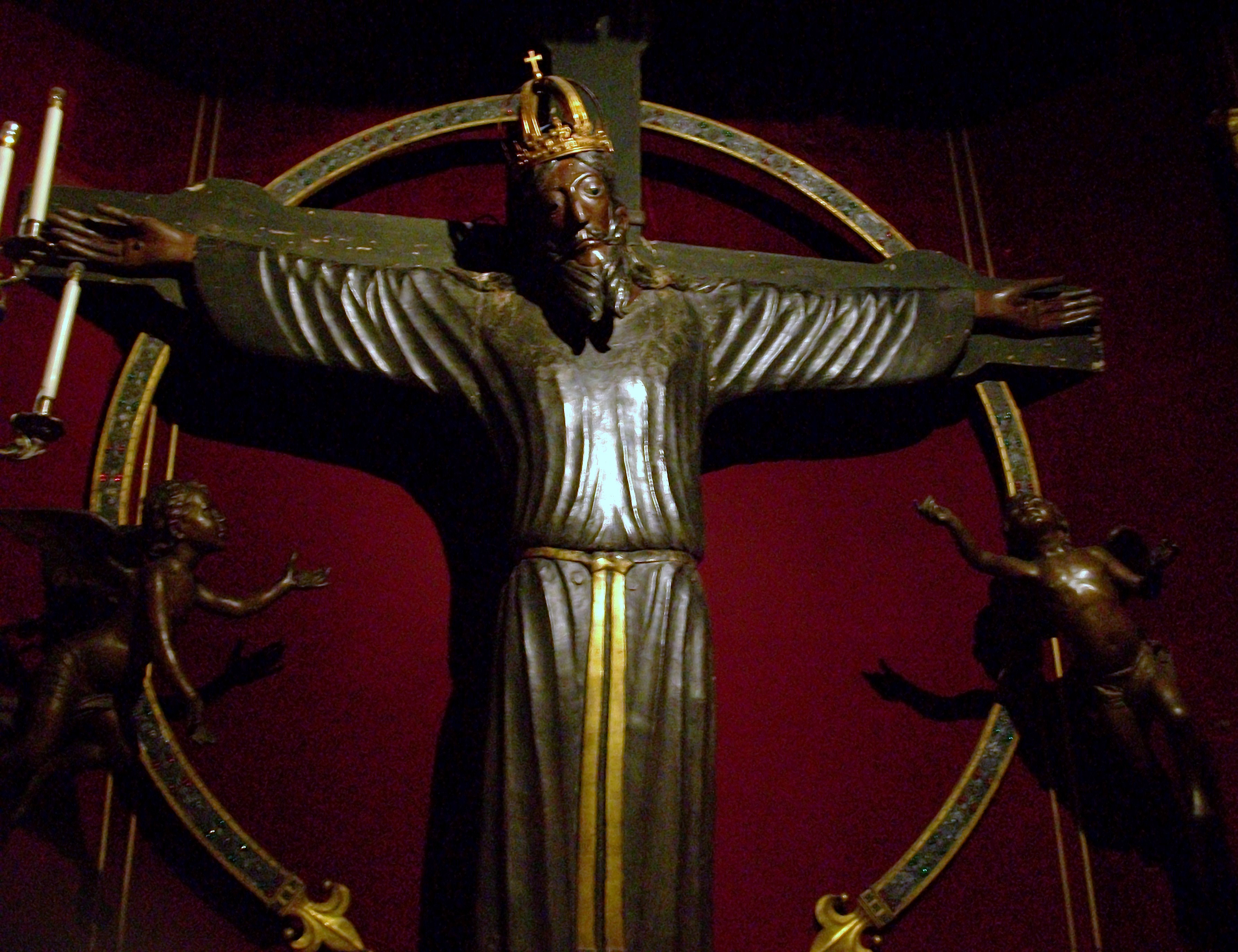
Krucyfiks Volto Santo (Święte Oblicze), Katedra św. Marcina, Lukka

Volto Santo (pol. Święte Oblicze) – wysoka, drewniana rzeźba Chrystusa ukrzyżowanego znajdująca się w Katedrze św. Marcina w Lukce w Toskanii, pochodząca z drugiej połowy XII wieku.
Obecny krucyfiks powstał w XII wieku, wyrzeźbiony jest przez artystę z kręgu włoskiego rzeźbiarza Benedetta Antelamiego. Rzeźba ta zastąpiła zapewne starszy, dziś nieistniejący wizerunek, wspomniany w legendach i historycznych źródłach.
Krucyfiks z Lukki wywodzi się z tradycji syryjsko-palestyńskiej. To właśnie na tych terenach pojawiały się wizerunki Ukrzyżowanego w długiej, purpurowej (cesarska purpura) tunice bez rękawów, zwanej colobium. Najstarszym zachowanym przedstawieniem tego typu jest miniatura w syryjskim Ewangeliarzu z 586 roku. Także w samym Rzymie w kościele Santa Maria Antiqua zachowało się malowidło ścienne z VIII wieku, przedstawiające Ukrzyżowanie z Chrystusem w colobium.

## Opis rzeźby
Volto Santo z Lukki to duży krucyfiks. Wysokość krzyża wynosi 4,3 m., rozpiętość belki poprzecznej 2,65 m., a wysokość postaci Chrystusa - 2,5 m. Chrystus na krzyżu przedstawiony jest w pozycji wyprostowanej. Jest to postać żywa, z otwartymi oczami, twarz spokojna, bez oznak cierpienia, z brodą. Na głowie złota korona. Ręce rozłożone horyzontalnie, przybite gwoździami do belki poprzecznej krzyża. Nogi też przybite dwoma gwoździami. Postać Jezusa jest ubrana w długą tunikę z rękawami (tunica manicata) przewiązaną paskiem (cingulum), o dwóch zwisających nisko końcach.

## Legenda
Średniowieczne legendy mówią, że wyrzeźbił ją św. Nikodem, który pomagał św. Józefowi z Arymatei w umieszczeniu Chrystusa w grobie po ukrzyżowaniu. Rzeźbę wykonał z cedru. Kiedy spał, przychodził anioł i udoskonalał twarz Jezusa. Dzięki temu, jak twierdzono, jest to prawdziwe oblicze Chrystusa, acheiropoietos – wykonane nie ręką człowieka. Legendy mówią także o cudownym przybyciu krucyfiksu do Lukki w 782 roku. Według tradycji krucyfiks został wyrzucony przez morze na wybrzeżu Toskanii. Następnie na polecenie biskupa drewniany krzyż załadowano na wóz bez woźnicy. Konie dowiozły go do Lukki i zatrzymały się przed kościołem San Martino. Uznano to za cud i z tej okazji biskup podniósł rangę kościoła do katedry.
Taki typ przedstawienia postaci Chrystusa tryumfującego, w którym krzyż stał się znakiem zwycięstwa, był popularny do XIII wieku.

## Przykłady
Chrystus z krucyfiksu w Lukce stał się wzorem innych dzieł.
- Miniatura z 1. ćwierci XI wieku w ratyzbońskim Ewangeliarzu opatki Uty[1];
- Krucyfiks Imervarda, dzieło mistrza Imerwalda z 1173 roku w katedrze w Brunszwiku[5];
- Majestad popularny w romańskiej sztuce Katalonii. Wizerunek Chrystusa jest podobny do tego w Lukce, nogami wspiera się na suppendaneum[2];
- w kościele Najświętszego Salwatora na Zwierzyńcu w Krakowie znajduje się obraz ukrzyżowanego Chrystusa z XVII wieku. Autorem tego dzieła jest Kasper Kurcz malarz cechowy, który tworzył końcem XVI wieku. Postać Chrystusa ubrana w srebrzystą tunikę z długimi rękawami, spięta złotym pasem, w złotych trzewikach, ze złotą koroną na głowie, a u jego stóp grajek grający na skrzypcach. Jeden z trzewików zsuwa się do nóg grającego. Pierwowzorem dla tego obrazu prawdopodobnie jest także krucyfiks z Lukki[1][4].